# Porfirasta mušnica
Porfirasta mušnica (znanstveno ime Amanita porphyria) je gliva iz rodu mušnic (Amanita).

## Značilnosti
Klubuk te mušnice je je porfirno rjave barve, od koder je ta goba dobila tudi ime. V mladosti je skoraj kroglast, kasneje pa raven do izbočen. Po vrhu klobuka so običajno beli ostanki ovojnice, ki so v primerjavi z drugimi mušnicami, dokaj veliki. Klobuk pri odraslih gobah doseže do 8 cm v premeru.
Lističi so beli in gosti, pri betu prosti. Meso gobe je belo in ima vonj po redkvicah.
Bet je sivkasto bele barve in je na spodnji strani gomoljasto odebeljen z ostrimi stopničastimi prehodi. Obroček na betu je pri mladih gobah ozek in dokaj gladek, kasneje pa v večini primerov odpade.

## Razširjenost in življenjski prostor
Porfirna mušnica raste posamično v iglastih gozdovih, na Slovenskem pa je dokaj pogosta gobja vrsta.

## Mikroskopske značilnosti
Trosni prah je bel. Trosi so okrogli, amiloidni. Velikost: 8-10 µm.

## Podobne vrste
- citronasta mušnica (Amanita citrina)

## Uporabnost
Strupena. Vsebuje večje količine bufotenina.